# Balbus
Balbus (stotteraar) was een Romeinse cognomen of familienaam, die in de gentes Ampia, Atilia, Attia, Cornelia, Lucilia, Octavia en Thoria voorkomt.

## Referentie
- art. Balbus, in J.G. Schlimmer - Z.C. de Boer, Woordenboek der Grieksche en Romeinsche Oudheid, Haarlem, 1920, p. 119.